# Церква Пресвятої Трійці (Хмельницький)
Церква Пресвятої Трійці в Хмельницькому — парафія і храм греко-католицької громади Хмельницького деканату Кам'янець-Подільської єпархії Української греко-католицької церкви в Хмельницькому.

## Історія церкви
Парафія УГКЦ зареєстрована у 2003 році з благословення владики Михаїла Сабриги та завдяки зусиллям протопресвітера о. Івана Данкевича. Документацією та вибором ділянки займався о. Анатолій Венгер.
У лютому 2004 року Хмельницька міська рада дала дозвіл на розробку проєкту землеустрою на ділянці по вул. Раскової, 1-А. Однак через помилку в рішенні та перешкоди з боку окремих мешканців, у жовтні 2008 року парафії було надано нову ділянку за адресою вул. Раскової, 71.
У червні 2007 року владика Василій Семенюк освятив хрест і наріжний камінь під будову храму. Завдяки його значній фінансовій і духовній підтримці, а також праці семінаристів Тернопільської вищої духовної семінарії, у 2009 році також розпочалося будівництво будинку єпархіального управління.
25 жовтня 2010 року владика Василій Семенюк освятив церкву разом із вірними Хмельницького та гостями з Тернополя і Збаража.
30 травня 2011 року при парафії була заснована спільнота «Матері в молитві».

## Парохи
- о. Ярослав Єфремов (березень 2006 — серпень 2013),
- о. Роман Соколовський (з серпня 2013).